# Eugénie Grandet
Eugénie Grandet és una novel·la realista d'Honoré de Balzac escrita l'any 1833.
L'autor, ens presenta el conflicte provocat per l'enfrontament entre dues personalitats igualment fortes: Félix Grandet, un boter ric i posseït per l'avarícia, i la seva filla única Eugénie, inspirada pels sentiments més purs i despresos. Dues famílies poderoses de la població assetjaran la jove Eugénie amb la intenció d'aconseguir un enllaç matrimonial econòmicament profitós. Però Eugénie no es mostra sensible a segons quina mena de raons.
Avarícia i amor són els dos temes centrals de l'obra. L'avarícia és representada pel senyor Grandet, i les seves accions ens fan veure com el diner pot dominar les
persones, les lleis i fins i tot els sentiments. Per altra part l'amor, en la seva vessant més pura, és representat per Eugénie, qui és capaç de donar tot el que posseeix.

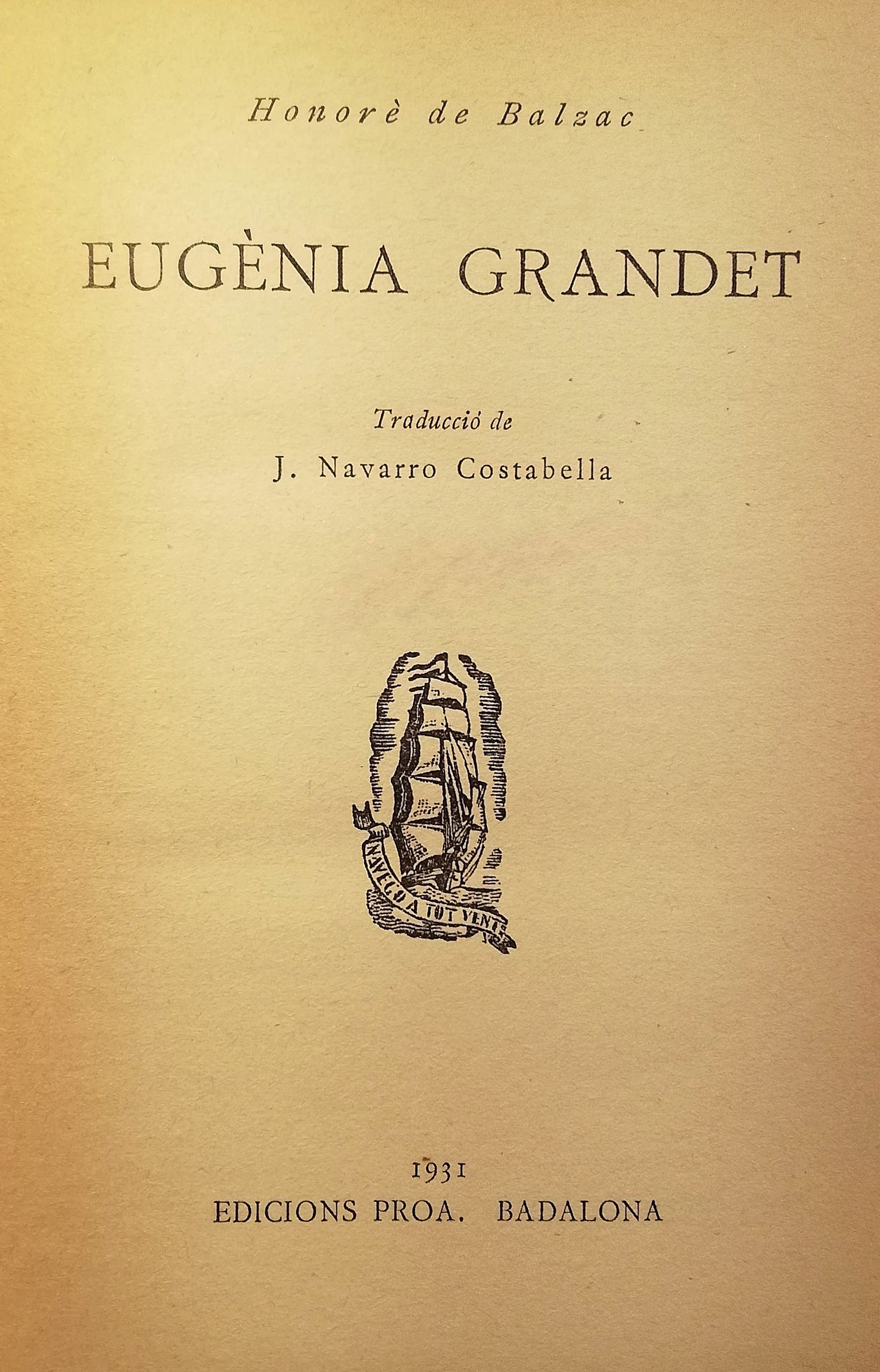
Eugènia Grandet (Eugénie Grandet) de Balzac traduïda al català i publicada a Badalona l'any 1931 dins la col·lecció A Tot Vent

Aquesta és una novel·la d'amor però també una novel·la de reflexió i crítica sobre el poder del diner, Eugénie Grandet és també la història d'un destí, en aparença gris i dolorós, que troba el seu acompliment en el rebuig de l'egoisme i el materialisme.

## Traduccions
- Eugénie Grandet (1833), traducció de J. Navarro i Costabella. Badalona: Edicions Proa, 1931. Col·lecció A tot vent, 218, (reedició, 1984).